# Aleksandr Tarásov

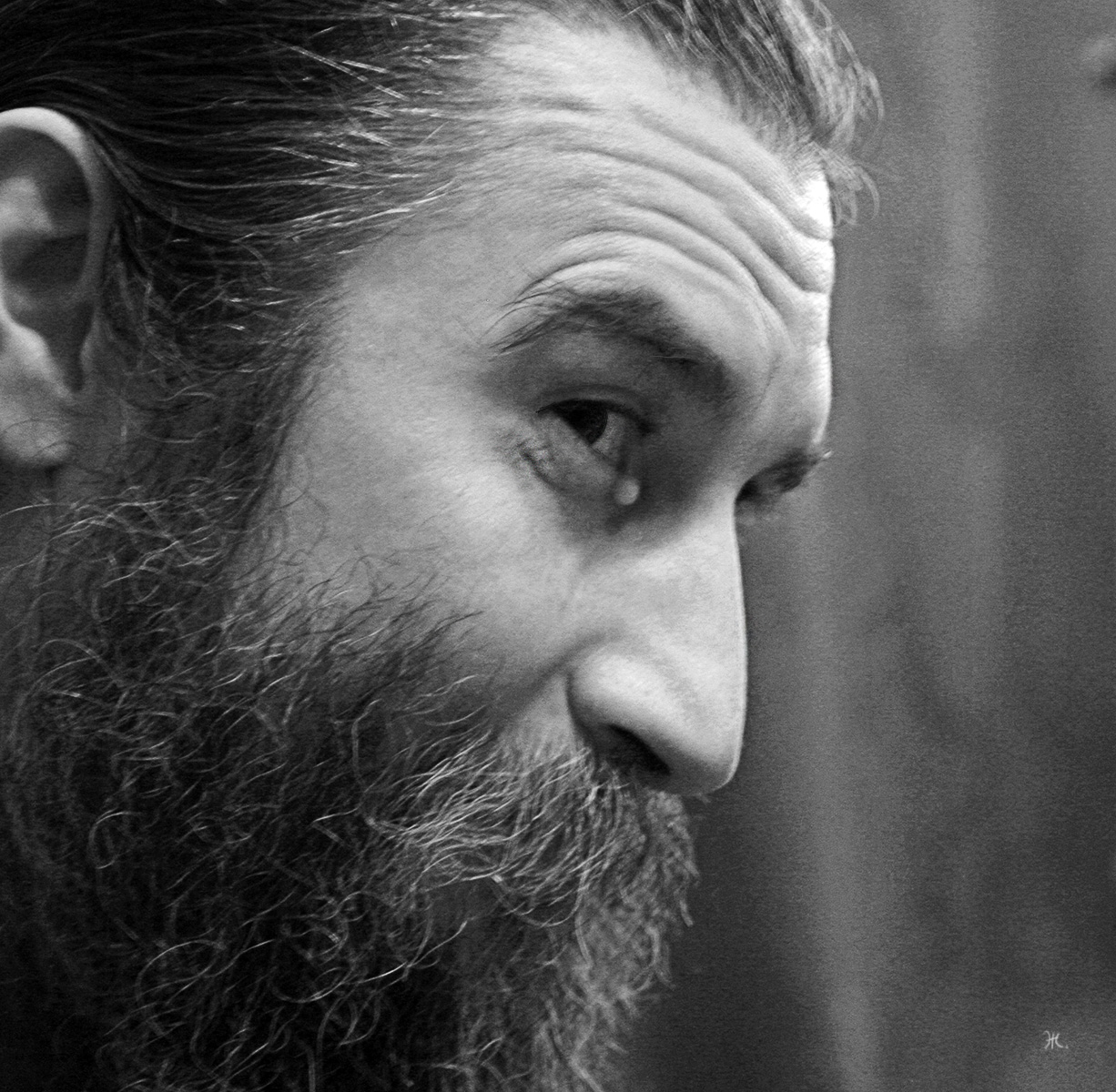
Aleksandr Tarásov.

Aleksandr Nikoláyevich Tarásov (en ruso: Александр Николаевич Тарасов, nacido el 8 de marzo de 1958 en Moscú) es un teórico marxista, sociólogo y politólogo ruso. Pertenece al posmarxismo, junto con István Mészáros y un grupo de marxistas filósofos yugoslavo de los «Praxis». Director del Centro de estudio de la nuevo sociología y la política práctica "Phoenix".

## Biografía
En período diciembre de 1972 - enero de 1973, junto con Vasili Minorsky, fundó un grupo clandestino radical de izquierda llamado Partido de los Nuevos Comunistas y se convirtió en el líder del grupo informal en el verano de 1973.
En 1974 se fusionó con la "Escuela de Izquierda" para formar Partido Neo-Comunista de la Unión Soviética". Tarásov fue uno de los PNCUS dirigentes y teóricos, escribe su programa "Los Principios de Neocomunismo" en 1974. Fue arrestado por la KGB en 1975. En cambio, Tarásov fue enviado a un hospital psiquiátrico donde le aplicaron los métodos de la psiquiatría represiva. Después de su liberación, encabezó la PNCUS hasta su disolución en enero de 1985.
En 1988 fundó un "Archivo independiente" ("Servicio sociológico independiente" desde 1990) y en 1991 se convirtió en un empleado del Centro de estudio de la nuevo sociología y la política práctica "Phoenix". En 2004 se convirtió en codirector de "Phoenix" y, en febrero de 2009, su director.
En 2002 fue editor fundador de la colección de libros Ch-Hora: Contemporáneo Mundial de Lucha contra el pensamiento burgués (en ruso: Час "Ч" - Современная мировая антибуржуазная мысль). Siguió con otras dos series de libros Lucha de clases (Klassenkampf; co-ed. Borís Kagarlitski) en 2005 y La Rosa de la Revolución (en ruso: роЗА РЕВОлюций) en 2006.